# Coeficiente de Poisson
O coeficiente de Poisson, ν, mede a deformação transversal (em relação à direção longitudinal de aplicação da carga) de um material homogêneo e isotrópico. A relação estabelecida é entre deformações ortogonais.
em que:
{\displaystyle \nu =} Coeficiente de Poisson (adimensional),
{\displaystyle \epsilon _{x}=} extensão na direção {\displaystyle x}, que é a transversal,
{\displaystyle \epsilon _{y}=} extensão na direção {\displaystyle y}, que é a transversal,
{\displaystyle \epsilon _{z}=} extensão na direção {\displaystyle z}, que é a longitudinal,
{\displaystyle \epsilon _{x}~,~\epsilon _{y}~e~\epsilon _{z}} são grandezas dimensionais - São comprimentos.
O sinal negativo está incluído na fórmula porque as extensões transversais e longitudinais possuem sinais opostos. Materiais convencionais têm coeficiente de Poisson positivo, ou seja, contraem-se transversalmente quando esticados longitudinalmente e se expandem transversalmente quando comprimidos longitudinalmente.
Já aqueles materiais que possuem coeficiente de Poisson negativo (que são casos muitíssimo especiais), expandem-se transversalmente quando tracionados e são denominados auxéticos (ou antiborrachas).
No caso de materiais isotrópicos, o módulo de cisalhamento  ({\displaystyle G}), o módulo de Young  ({\displaystyle E}) e o coeficiente de Poisson  ({\displaystyle \nu }) relacionam-se pela expressão:
Já o módulo de Young ({\displaystyle E}), o módulo volumétrico ({\displaystyle K}) e o coeficiente de Poisson ({\displaystyle \nu }), pela expressão:
Para muitos metais e outras ligas, os valores do coeficiente de Poisson variam na faixa entre 0,25 e 0,35, conforme mostra a tabela.
| Material | Coeficiente de Poisson (ν) |
| -------- | -------------------------- |
| Cobre    | 0,34                       |
| Alumínio | 0,33                       |
| Titânio  | 0,34                       |
| Magnésio | 0,29                       |
| Níquel   | 0,31                       |
| Aço      | 0,30                       |

O coeficiente de Poisson de diversos materiais pode ser obtido em sites e livros que abordam o assunto (ver em Ligações externas).